# Hotel Rodina
El Hotel Rodina (en búlgaro: Хотел „Родина“) es un hotel de gran altura de cuatro estrellas situado en el centro de la capital de la Sofía, la ciudad capital de Bulgaria es uno de los edificios más altos de la ciudad, con una altura de unos 104 metros y 25 pisos. Cuenta con 500 habitaciones, 6 apartamentos de lujo y 9 salas de conferencias.